# PIG/ピッグ
『PIG/ピッグ』（原題:Pig）は、2021年に公開されたアメリカ合衆国のドラマ映画。監督はマイケル・サルノスキ、主演はニコラス・ケイジが務めた。本作はサルノスキの長編映画監督デビュー作でもある。
本作は批評家から絶賛されている（後述）。特に、ケイジの演技に対しては惜しみない賛辞が贈られており、「近年の彼の演技の中では最高のもの」と評されている。

## ストーリー
オレゴン州。ロビン・フェルド（ロブ）はかつて大都会ポートランドで一流の料理人として腕を振るっていたが、妻（ローリー）を亡くしてからというもの、森の奥深くで隠者同然の暮らしを送っていた。ロブは自慢の豚と共にトリュフを採取し、それを駆け出しのバイヤーであるアミールに売却することで生計を立てていた。ところが、そんなある日、ロブの愛豚が何者かによって誘拐されるという事件が発生した。ロブはアミール経由で犯人と思しきヤク中集団の情報を得ることができたが、彼らの下に辿り着いたときには、既に豚はポートランドへと運び去られていた。
何としてでも愛豚を取り戻したいロブは、アミールと共に意を決してポートランドに向かうことにした。かつての知人たちを尋ねて情報を集めたところ、事件の背後にはアミールの父親で街の顔役であるダリウスがいたことが判明する。怒り狂ったロブはアミールとの絶縁を宣言し、その勢いでダリウスの自宅にまで乗り込んでいった。ロブはダリウスに豚を返すよう迫ったが、「2万5000ドルを支払うから今回のことは忘れろ。君もあの豚の命は惜しいだろう」と言われ引き下がるより外なかった。
途方に暮れるロブを迎えに来てくれたのはアミールであった。道中、ロブは「俺は樹木を頼りにトリュフを見つけていた。だから、あの豚がいなくてもトリュフハンターは続けられる。でも、俺はあいつが大好きだ。あいつと一緒にいたいんだ」とアミールに胸の内を明かすのだった。そして、最後の望みを託し、ダリウスを料理でもてなす作戦を立てるロブ。ダリウスとその妻は昔、ロブの店の常連だったのだ。完全な懐かしい味の再現に動揺したダリウスは、豚が乱暴な扱いで死んだことを白状した。その場にへたり込むロブ。「探しに来なければ、まだあの子は頭の中で生きていた」と呟いて、ロブは山の小屋に帰って行った。

## キャスト
※括弧内は日本語吹替。
- ロビン・“ロブ”・フェルド：ニコラス・ケイジ（大塚明夫）
- アミール：アレックス・ウルフ（平野潤也）
- ダリウス：アダム・アーキン（平林剛）
- シャーロット：ニーナ・ベルフォーテ
- マック：グレッチェン・コーベット（英語版）
- デレク・フィンウェイ：デヴィッド・ネル（宇垣秀成）
- ドナ：ベス・ハーパー
- エドガー：ダリウス・ピアース
- ローレライ・“ローリー”・フェルド：カサンドラ・ヴァイオレット（柚木尚子）

## 製作・音楽
2019年9月23日、ニコラス・ケイジとアレックス・ウルフが本作に出演することになったと報じられた。同月下旬、本作の主要撮影がオレゴン州のポートランドで始まった。2021年7月16日、レイクショア・レコーズが本作のサウンドトラックを発売した。

## マーケティング・興行収入
2020年3月26日、ネオンが本作の全米配給権を獲得したと報じられた。2021年6月18日、本作のオフィシャル・トレイラーが公開された。7月16日、本作は全米552館で封切られ、公開初週末に97万935ドルを稼ぎ出し、週末興行収入ランキング初登場10位となった。

## 評価
本作は批評家から絶賛されている。映画批評集積サイトのRotten Tomatoesには242件のレビューがあり、批評家支持率は97%、平均点は10点満点で8.2点となっている。サイト側による批評家の見解の要約は「『PIG/ピッグ』は観客の予想を良い意味で裏切る作品である。同作において、愛と喪失をめぐる美しい物語が展開されているが、それはニコラス・ケイジの鮮烈な演技があってこそのものである。」となっている。また、同サイト内での年間評価で選出される「第23回ゴールデン・トマト賞」の限定公開映画賞とドラマ映画賞を受賞し、年間ベスト映画では第4位に輝いた。
また、Metacriticには39件のレビューがあり、加重平均値は82/100となっている。
映画監督クエンティン・タランティーノは、2024年の自身のポッド・キャストの配信において、「過去5年で最高の映画」に本作を選んだ。

### 受賞・ノミネート
| 賞                                       | カテゴリ   | 受賞者           | 結果       | 備考   |
| ---------------------------------------- | ---------- | ---------------- | ---------- | ------ |
| 第27回クリティクス・チョイス・アワード   | 主演男優賞 | ニコラス・ケイジ | ノミネート | [ 13 ] |
| 第42回ゴールデンラズベリー賞             | 名誉挽回賞 | ニコラス・ケイジ | ノミネート |        |
| 第31回ゴッサム・インディペンデント映画賞 | 作品賞     | 『PIG／ピッグ』  | ノミネート |        |